# یواس‌اس شایلو (سی‌جی-۶۷)
یواس‌اس شایلو (سی‌جی-۶۷) (به انگلیسی: USS Shiloh (CG-67)) یک کشتی است که طول آن 567 feet (173 m) است. این کشتی در سال ۱۹۹۰ ساخته شد.